# 李楚离
李楚离（1904年—2000年10月17日），河北元氏县人，中国共产党政治人物。
李楚离于1924年考入国立西北大学，同年加入中国社会主义青年团。1925年考入北京大学。1926年参加北伐，次年加入中国共产党。此后曾任国民革命军第十一军二十四师政治部宣传干事、红一军团红二师辎重队队长、烟台芝罘军官学校政治指导员、特支书记，中共河北省委交通科科长，华北各界救国联合会党团书记等职。抗日战争期间领导了冀东抗日大暴动，此后任冀热察区党委冀东分委书记、十三地委书记兼十三军分区政委，冀热边特委及冀热辽区党委副书记、军区副政委。第二次国共内战期间出任中共冀东区党委书记兼冀东军区政委。
中华人民共和国成立后出任中共广西省委副书记、组织部部长。 1951年任中央组织部副部长、中央人民政府人事部副部长。文化大革命期间被打成“叛徒”，而后被捕入狱，“李楚离案”共株连了八万余人，导致三千多人死亡。文革结束后获得平反，后任中央纪律检查委员会常委、中组部顾问、中顾委委员等职。
他还是中共七大、八大代表，十四大、十五大特邀代表，中共中央监察委员会委员，第二届全国政协委员，第三至五届全国政协常委等。2000年10月17日在北京逝世，享年97岁。